# Яшар Ахмедовски
Яшар Ахмедовски (на македонска литературна норма: Јашар Ахмедовски, на сръбски: Јашар Ахмедовски) е сръбски народен певец от македонски произход. Неговите албуми са издадени в множество музикални компании, сред които и Гранд Прадакшън.

## Биография
Роден на 22 декември 1963 година в прилепското село Лажани. Брат му Ипче Ахмедовски също е певец, загинал трагично при автомобилна катастрофа. Завършва основно училище в родното си село и на 15 години решава да замине за Сараево, за да прави музикална кариера. Живее при роднина и пее в рибен ресторант. Учи и в Медицинското училище, по желание на баща му, който е лекар, обаче завършва само два класа и се посвещава изцяло на музиката. Слушат го Миле Китич, Шериф Коневич и Шабан Шаулич, който го кара да отиде в Белград, където Ахмедовски живее при акордеониста Мирко Кодич. Освен със Шаулич и Кодич се сближава и с Раде Вучкович и четиримата работят често заедно. След смъртта на брат си Ипче, къса с отношенията си с Шаулич и Вучкович.

## Дискография
- За срца заљубљена (1982)
- Једној жени за сећање (1983)
- Много си ме усрећила (1984)
- Дечак заљубљени (1985)
- Помири ме са најдражом (1987)
- Жена моје младости (1987)
- Забранићу сузама (1989)
- Зароби ме (1990)
- Добар момак (1993)
- Кад свећа догори (1995)
- Мој багреме бели (1996)
- А око мене женски свет (1997)
- Венчајте ме са њеном лепотом (1997)
- Не било ми што ми мајка мисли (2000)
- Која жена прокле мене (2002)
- Мало љубав мало грех (2005)
- Иди све је готово (2007)
- На њену ће душу све (2012)

## Фестивали
- 1984. МЕСАМ - Цео град је плакао за нама
- 1989. Посело године 202 - Ко то тамо пева / Сви смо исти кад смо заљубљени / Кад те жена разочара
- 1989. МЕСАМ - Забранићу сузама
- 1990. Посело године 202 - Забранићу сузама
- 1991. Посело године 202 - Волећу те, волети до смрти